# Western Digital
Western Digital Corporation, често съкращавана като WD, е американска компания, производител на компютърна електроника със седалище в Сан Хосе, Калифорния. Има десетилетна история в електронната индустрия като разработчик на интегрални схеми и технологии за съхранение на данни. Тя е един от най-големите производители на компютърни твърди дискове (HDD) в света, както и на статични дискови устройства (SSD) и устройства с флаш памет.
Компанията произвежда своите продукти за съхранение на данни за ежедневни потребители, геймъри, творчески професионалисти, всякакви предприятия и публични облаци. Нейното портфолио от цифрови памети включва вътрешни и външни дискове за настолни компютри, мобилни устройства, фотография, игри, безопасност, центрове за данни и изкуствен интелект (AI). Нейни конкуренти са компаниите за управление и съхранение на данни Seagate Technology и Micron Technology.
Western Digital разработва и доставя своите HDD, SSD, флашкарти, NVMe, NAS, RAID и други технологични решения за памет под своите марки Western Digital, SanDisk, SanDisk Professional, WD и WD_BLACK. Компанията притежава приблизително 13 000 активни патента и поддържа глобално присъствие с над 12 производствени предприятия и други операции в повече от 30 страни.

## История
Western Digital е основана на 23 април 1970 г. от Елвин Б. Филипс, служител на Motorola, като General Digital Corporation, която отначало произвежда тестово оборудване за MOS транзистори. Първоначално е базирана в Нюпорт Бийч, Калифорния, скоро след това се премества в Санта Ана, Калифорния, и става една от най-големите технологични фирми със седалище в окръг Ориндж. Бързо се превръща в специализиран производител на полупроводници, като началният капитал е осигурен от няколко индивидуални инвеститори и индустриалния гигант Emerson Electric. Около юли 1971 г. тя приема сегашното си име и скоро представя първия си продукт – монокристалната микросхема UART WD1402A.

### Сливания, поглъщания и придобивания
През 2010 г. компанията заема първо място в отрасъла, изпреварвайки Seagate, и към 2011 г. е най-големият производител на твърди дискове в света.
През март 2011 г. Western Digital постига споразумение с Hitachi за закупуване на подразделението Hitachi Global Storage Technologies, което по-рано Hitachi купува от компанията IBM, която пък го е купила от Compaq. Завършването на сделката е обявено през февруари 2012 г.
През 2016 г. WD придобива SanDisk, което е в основата на новата ѝ линия SSD дискове – Green, Blue, Black. Две години по-късно, през 2018 г., търговските и корпоративни решения на SanDisk стават решения с марката Western Digital.

## Ключови иновации
Western Digital разработва няколко авангардни (към момента на тяхното въвеждане) технологии. Сред тях са:
- 1971 – WD1402A – първата монокристална микросхема, UART
- 1976 – WD1771 – първият едночипов контролер за флопи дискове
- 1981 – WD1010 – първият едночипов контролер за твърди дискове ST-506
- 1983 – WD1003 – контролер за твърди дискове, предшественик на ATA
- 1986 – съвместна разработка на стандарта ATA с компаниите Compaq и Control Data
- 1986 – WD33C93 – една от първите микросхеми за интерфейс SCSI
- 1987 – WD7000 – първият контролер ISA за SCSI с поддръжка на режим bus mastering
- 1987 – WD37C65 – първият едночипов PC/AT-съвместим контролер за флопи дискове
- 1988 – WD42C22 – първият едночипов ATA-контролер за твърди дискове
- 1990 – представени са дисковете от серията Caviar
- 2001 – първият масов IDE-диск с буфер, равен на 8 MB
- 2003 – първият SATA-диск със скорост 10 000 об./мин.
- 2010 – представена е технологията Advanced Format и първите в света дискове с нейна поддръжка
- 2015 – започват да се доставят първите в индустрията 10 TB твърди дискове. Създадени са в Hitachi Global Storage Technologies (HGST).[22]
- 2016 – представени са твърди дискове с капацитет 8 TB на база на хелиева технология HelioSeal[23]
- 2016 – WD пуска твърд диск PiDrive с капацитет 314 GB[24] за Raspberry Pi
- 2018 – компанията напълно се отказва от използването на бранда HGST[25].
- 2023 – представен е най-бързият в света HDD с капацитет 20 TB и скорост 582 MB/s, постигната чрез използването на два независими блока глави.[26][27]

## Класификация на моделите вътрешни твърди дискове и статични дискови устройства
Гамата от вътрешни твърди дискове, произведени от Western Digital, е разделена на класове според основното им предназначение, а на моделните линии са дадени различни цветове като имена – Blue (син), Green (зелен), Black (черен), Red (червен), Purple (Лилаво), Gold (златен). Дизайнът на етикета върху тялото също е изпълнен в съответния цвят.
Съществуващи (към 2018 г.) моделни линии и тяхното предназначение:
- WD Blue – базови модели за общо предназначение, ниска ценова категория, подходящи за офис употреба; сред SSD дисковете такива са SATA III дисковете с форм-фактори 2.5 и M.2, с възможно най-високата за SATA III производителност;
- WD Green – тези модели са позиционирани като „екологични“ и затова се фокусират върху осигуряване на характеристики като намалена консумация на енергия, шум и вибрации. Тези характеристики могат съответно да повлияят на скоростта, намалявайки общата производителност; SSD включват бюджетни SATA III дискове във форм-фактори 2,5 и M.2 със спецификации, по-ниски от максималната възможна производителност на SATA III;
- WD Black – моделите са предназначени за тежки работни натоварвания, за инсталиране на операционни системи, игри и програми, изискващи много ресурси; SSD дисковете включват високопроизводителни M.2 PCI-E дискове, които са предназначени за най-взискателните операции;
- WD Red – тази гама модели е ориентирана към 24-часова работа, например в мрежови устройства, като се обръща повече внимание на защитата от прегряване, повреди и по-ниска консумация на енергия;
- WD Purple – специализирани модели, предназначени за използване в системи за видеонаблюдение, с вграден софтуер за обработка на видео, защита срещу загуба на данни от видеопотока, както и с конструктивни характеристики, които допринасят за по-голяма устойчивост на вибрации;
- WD Gold – проектирани за натоварвания до десет пъти по-големи от тези на дисковете за настолни компютри, със средно време за работа между отказите до 2,5 милиона часа.

След 2018 г. се появяват нови класове – WD Purple Pro, WD Red Plus, WD Red Pro, WD Ultrastar, които се отличават предимно с удължена гаранция. Дисковете WD Green са енергийно ефективни и понастоящем са достъпни само като SSD. Серията HDD WD Green е свалена от производство през 2015 г. и вместо това е обединена с WD Blue.